# Serie A 2011-2012 (calcio a 5)
Il campionato di Serie A 2011-2012 è stato il 23º campionato di Serie A e la 29ª manifestazione nazionale che assegnasse il titolo di campione d'Italia. La stagione regolare ha preso avvio il 24 settembre 2011 e si è conclusa il 21 aprile del 2012, prolungandosi fino al 16 giugno seguente con la disputa delle partite di spareggio. Il meccanismo dei play-off e dei play-out è la medesima della stagione precedente: Al termine del campionato, le prime otto classificate accedono direttamente agli spareggi-scudetto mentre l'undicesima e la dodicesima classificata si scontreranno nello spareggio salvezza, per decretare la terza squadra che sarà retrocessa in A2. Le ultime due classificate retrocedono direttamente nella seconda serie. La novità di questa stagione è rappresentata dall'adozione di un unico pallone ufficiale, il Thorax 1000 della Molten, con cui la Divisione Calcio a 5 ha siglato un accordo biennale di fornitura. Sono 7 le regioni rappresentate in questo torneo. Le regioni maggiormente rappresentata sono l'Abruzzo, il Veneto e il Lazio con ben 3 squadre. Seguono Puglia con 2 squadre mentre le restanti Piemonte, Emilia-Romagna e Sicilia sono rappresentate da una sola squadra ciascuna. La squadra campione in carica è la Marca Futsal, vincitrice del suo primo scudetto. A prendere il posto delle retrocesse Atiesse, Napoli Vesevo e Cagliari, sono stati il Venezia (vincitore del girone A della Serie A2), il Fiumicino (vincitore del raggruppamento B della Serie A2) e il Real Rieti, promosso tramite i play-off.

## Avvenimenti
Il sorteggio del calendario si è tenuto a Roma il 10 agosto.
In questa stagione ci sono stati cinque turni infrasettimanali, il 7 dicembre 2011, il 28 dicembre 2011, il 4 gennaio 2012, il 29 febbraio 2012 e il 3 aprile 2012. La 25ª giornata viene rinviata per decisione della FIGC, che sceglie di sospendere tutti i campionati a causa della morte in campo, avvenuta il 14 aprile 2012 durante la 35ª giornata della Serie B, del calciatore del Livorno Piermario Morosini.

## Squadre partecipanti[6]
| Club         | Città                 | Palazzetto                   | Risultato Stagione 2010-2011                   |
| ------------ | --------------------- | ---------------------------- | ---------------------------------------------- |
| Pescara      | Città Sant'Angelo     | Pala Castagna                | 10º posto in Serie A                           |
| Asti         | Asti                  | Pala San Quirico             | 7º posto in Serie A, elim. ai quarti play-off  |
| Augusta      | Augusta               | PalaJonio                    | 11º posto in Serie A,salvo dopo i play-out     |
| Bisceglie    | Bisceglie             | PalaDolmen                   | 5º posto in Serie A, elim. ai quarti play-off  |
| Fiumicino    | Fiumicino             | PalaDiFiore                  | 1º posto in Serie A2 gir. B                    |
| Kaos         | Bologna               | PalaSavena                   | 9º posto in Serie A                            |
| Lazio        | Roma                  | Palasport Romboli            | 3º posto in Serie A, elim. ai quarti play-off  |
| Luparense    | San Martino di Lupari | PalaBruel (Bassano)          | 2º posto in Serie A, elim. in sem. play-off    |
| Marca        | Castelfranco Veneto   | PalaMazzalovo (Montebelluna) | 1º posto in Serie A, Campione d'Italia         |
| Montesilvano | Montesilvano          | PalaRoma                     | 4º posto in Serie A, elim. in sem. play-off    |
| Pescara      | Pescara               | PalaRigopiano                | 6º posto in Serie A, finalista play-off        |
| Real Rieti   | Rieti                 | PalaMalfatti                 | 3º posto in Serie A2 gir. A, prom. ai play-off |
| Sport Five   | Putignano             | Palafive “Massimo Sbiroli”   | 8º posto in Serie A, elim. ai quarti play-off  |
| Venezia      | Venezia               | PalaCosmet (Dolo)            | 1º posto in Serie A2 gir. A                    |

## Sponsor
| Club         | Sponsor Tecnico | Sponsor Ufficiale                   |
| ------------ | --------------- | ----------------------------------- |
| Pescara      | Givova          | Acqua & Sapone                      |
| Asti         | Joma            | Garage Soderini                     |
| Augusta      | Joma            | ISAB                                |
| Bisceglie    | Joma            | RAMS 23                             |
| Fiumicino    | Umbro           | Archingo                            |
| Kaos         | Macron          | King Kong overside                  |
| Lazio        | Gems            | Alpha Formazione                    |
| Luparense    | Joma            | Alter Ego                           |
| Marca        | Nike            | io Master                           |
| Montesilvano | Agla            | Daf Chemiservice                    |
| Pescara      | Givova          | Ponzio                              |
| Real Rieti   | Legea           | Cartaria Saponer                    |
| Sport Five   | Gems            | Promomedia (Pubblicità e marketing) |
| Venezia      | Sportika        | Franco Gomme                        |

## Classifica[7]
|  | Pos. | Squadra      | Pt | G  | V  | N | P  | GF  | GS  | DR  |
|  | ---- | ------------ | -- | -- | -- | - | -- | --- | --- | --- |
|  | 1.   | Luparense    | 66 | 26 | 21 | 3 | 2  | 108 | 43  | +65 |
|  | 2.   | Marca        | 61 | 26 | 19 | 4 | 3  | 109 | 57  | +52 |
|  | 3.   | Lazio        | 46 | 26 | 13 | 7 | 6  | 87  | 72  | +15 |
|  | 4.   | Montesilvano | 45 | 26 | 13 | 6 | 7  | 87  | 59  | +28 |
|  | 5.   | Pescara      | 43 | 26 | 13 | 4 | 9  | 101 | 89  | +12 |
|  | 6.   | Asti         | 42 | 26 | 12 | 6 | 8  | 65  | 59  | +6  |
|  | 7.   | Pescara      | 41 | 26 | 12 | 5 | 9  | 76  | 71  | +5  |
|  | 8.   | Sport Five   | 41 | 26 | 12 | 5 | 9  | 70  | 72  | -2  |
|  | 9.   | Bisceglie    | 30 | 26 | 9  | 3 | 14 | 75  | 88  | -13 |
|  | 10.  | Real Rieti   | 27 | 26 | 8  | 3 | 15 | 58  | 77  | -19 |
|  | 11.  | Fiumicino    | 24 | 26 | 7  | 3 | 16 | 63  | 93  | -30 |
|  | 12.  | Venezia      | 24 | 26 | 7  | 3 | 16 | 69  | 94  | -25 |
|  | 13.  | Kaos         | 21 | 26 | 6  | 3 | 17 | 56  | 90  | -34 |
|  | 14.  | Augusta      | 6  | 26 | 1  | 3 | 22 | 55  | 115 | -60 |

### Verdetti
- Luparense campione d'Italia 2011-12 e qualificata alla Coppa UEFA 2012-13.
- Augusta e, dopo i play-out, Fiumicino retrocessi in Serie A2 2012-13.
- Bisceglie non iscritto al campionato 2012-13.
- Kaos retrocesso in Serie A2, successivamente ripescato a completamento dell'organico.

## Calendario e risultati[9]
| andata        | 1ª giornata                        | ritorno     |
| 24 sett. 2011 |                                    | 4 gen. 2012 |
| 1-2           | Acqua&Sapone - Lazio               | 1-6         |
| 1-0           | Asti - Augusta                     | 3-3         |
| 3-5           | Finplanet Fiumicino – Montesilvano | 1-4         |
| 4-4           | Kaos Futsal – Luparense            | 0-4         |
| 5-3           | Marca Futsal - Bisceglie           | 4-2         |
| 3-5           | Pescara - Real Rieti               | 5-3         |
| 2-4           | Venezia - Putignano                | 1-6         |

| andata       | 4ª giornata                     | ritorno      |
| 15 ott. 2011 |                                 | 17 gen. 2012 |
| 6-2          | Augusta - Venezia               | 2-4          |
| 4-3          | Bisceglie - Finplanet Fiumicino | 2-3          |
| 1-2          | Montesilvano - Luparense        | 1-3          |
| 4-4          | Marca Futsal - Putignano        | 0-0          |
| 2-2          | Pescara - Acqua&Sapone          | 3-5          |
| 1-3          | Real Rieti - Asti               | 2-3          |
| 4-1          | Lazio - Kaos Futsal             | 2-2          |

| andata      | 7ª giornata                        | ritorno      |
| 5 nov. 2011 |                                    | 29 feb. 2012 |
| 3-2         | Asti - Acqua&Sapone                | 5-7          |
| 2-3         | Montesilvano - Lazio               | 4-3          |
| 2-3         | Finplanet Fiumicino - Marca Futsal | 2-3          |
| 4-6         | Kaos Futsal - Pescara              | 3-4          |
| 3-0         | Luparense - Bisceglie              | 4-1          |
| 5-4         | Putignano - Augusta                | 2-1          |
| 2-3         | Venezia - Real Rieti               | 6-2          |

| andata       | 10ª giornata                    | ritorno      |
| 26 nov. 2011 |                                 | 31 mar. 2012 |
| 3-1          | Acqua&Sapone - Venezia          | 4-2          |
| 2-0          | Asti - Kaos Futsal              | 1-0          |
| 0-0          | Bisceglie - Lazio               | 2-3          |
| 1-1          | Finplanet Fiumicino - Putignano | 4-5          |
| 3-5          | Marca Futsal - Luparense        | 3-3          |
| 2-2          | Pescara - Montesilvano          | 2-1          |
| 3-0          | Real Rieti - Augusta            | 3-1          |

| andata       | 13ª giornata                    | ritorno      |
| 28 dic. 2011 |                                 | 21 apr. 2012 |
| 0-0          | Augusta - Acqua&Sapone          | 3-7          |
| 6-4          | Bisceglie - Pescara             | 7-7          |
| 4-4          | Montesilvano - Asti             | 1-2          |
| 2-0          | Luparense - Finplanet Fiumicino | 0-6          |
| 2-7          | Lazio - Marca Futsal            | 3-6          |
| 1-0          | Putignano - Rieti               | 3-0          |
| 5-4          | Venezia - Kaos Futsal           | 4-3          |

| andata       | 2ª giornata                   | ritorno     |
| 1º ott. 2011 |                               | 7 gen. 2012 |
| 0-2          | Augusta - Finplanet Fiumicino | 2-6         |
| 2-3          | Bisceglie - Acqua&Sapone      | 3-5         |
| 8-0          | Montesilvano - Kaos Futsal    | 5-0         |
| 6-2          | Luparense - Venezia           | 5-2         |
| 2-4          | Real Rieti - Marca Futsal     | 1-3         |
| 3-3          | Lazio - Asti                  | 2-5         |
| 5-1          | Putignano - Pescara           | 1-2         |

| andata       | 5ª giornata                      | ritorno      |
| 22 ott. 2011 |                                  | 18 feb. 2012 |
| 2-3          | Acqua&Sapone - Marca Futsal      | 1-4          |
| 3-2          | Asti - Pescara                   | 2-3          |
| 2-2          | Finplanet Fiumicino - Real Rieti | 2-4          |
| 4-3          | Kaos Futsal - Bisceglie          | 2-4          |
| 6-0          | Luparense - Augusta              | 6-2          |
| 5-2          | Putignano - Montesilvano         | 2-6          |
| 4-5          | Venezia - Lazio                  | 2-5          |

| andata       | 8ª giornata                        | ritorno     |
| 12 nov. 2011 |                                    | 3 mar. 2012 |
| 3-1          | Acqua&Sapone - Finplanet Fiumicino | 3-0         |
| 6-2          | Asti - Putignano                   | 0-3         |
| 4-4          | Bisceglie - Montesilvano           | 0-2         |
| 6-2          | Marca Futsal - Kaos Futsal         | 4-1         |
| 4-7          | Pescara - Venezia                  | 1-3         |
| 0-4          | Real Rieti - Luparense             | 0-6         |
| 5-4          | Lazio - Augusta                    | 4-1         |

| andata      | 11ª giornata                      | ritorno     |
| 3 dic. 2011 |                                   | 3 apr. 2012 |
| 2-3         | Augusta - Pescara                 | 5-13        |
| 4-1         | Montesilvano - Marca Futsal       | 2-6         |
| 2-3         | Kaos Futsal - Finplanet Fiumicino | 1-3         |
| 8-4         | Luparense - Acqua&Sapone          | 2-0         |
| 4-1         | Lazio - Real Rieti                | 3-3         |
| 7-1         | Putignano - Bisceglie             | 4-3         |
| 2-2         | Venezia - Asti                    | 1-1         |

| andata      | 3ª giornata                 | ritorno      |
| 8 ott. 2011 |                             | 13 gen. 2012 |
| 5-3         | Acqua&Sapone - Real Rieti   | 1-5          |
| 2-4         | Asti - Bisceglie            | 1-2          |
| 6-9         | Finplanet Fiumicino - Lazio | 1-4          |
| 4-2         | Kaos - Augusta              | 4-3          |
| 4-0         | Marca Futsal - Pescara      | 3-6          |
| 1-3         | Putignano - Luparense       | 0-9          |
| 3-5         | Venezia - Montesilvano      | 1-4          |

| andata       | 6ª giornata                   | ritorno      |
| 29 ott. 2011 |                               | 25 feb. 2012 |
| 5-1          | Acqua&Sapone - Putignano      | 2-2          |
| 2-3          | Augusta - Montesilvano        | 3-3          |
| 4-1          | Bisceglie - Venezia           | 0-5          |
| 2-1          | Marca Futsal - Asti           | 1-1          |
| 6-2          | Pescara - Finplanet Fiumicino | 8-2          |
| 3-4          | Real Rieti - Kaos Futsal      | 2-1          |
| 1-4          | Lazio - Luparense             | 2-2          |

| andata       | 9ª giornata                | ritorno      |
| 19 nov. 2011 |                            | 17 mar. 2012 |
| 1-5          | Augusta - Bisceglie        | 3-7          |
| 1-1          | Montesilvano - Real Rieti  | 4-2          |
| 2-3          | Finplanet Fiumicino - Asti | 0-6          |
| 2-2          | Kaos Futsal - Acqua&Sapone | 0-4          |
| 3-6          | Luparense - Pescara        | 4-2          |
| 1-4          | Putignano - Lazio          | 3-3          |
| 0-3          | Venezia - Marca Futsal     | 3-6          |

| andata      | 12ª giornata                  | ritorno      |
| 7 dic. 2011 |                               | 18 apr. 2012 |
| 2-2         | Acqua&Sapone - Montesilvano   | 2-7          |
| 1-2         | Asti - Luparense              | 1-8          |
| 6-4         | Finplanet Fiumicino - Venezia | 0-0          |
| 6-1         | Kaos Futsal - Putignano       | 2-1          |
| 5-2         | Marca Futsal - Augusta        | 9-3          |
| 3-2         | Pescara - Lazio               | 3-3          |
| 2-4         | Real Rieti - Bisceglie        | 6-2          |

## Statistiche e record

### Classifica marcatori
| Gol |  |  | Giocatore         | Squadra      |
| --- |  |  | ----------------- | ------------ |
| 28  |  |  | Héctor Albadalejo | Pescara      |
| 28  |  |  | Adriano Foglia    | Marca        |
| 27  |  |  | Kaká              | Bisceglie    |
| 22  |  |  | Rodolfo Fortino   | Luparense    |
| 22  |  |  | Vampeta           | Luparense    |
| 20  |  |  | Douglas Nicolodi  | Pescara      |
| 19  |  |  | Alessandro Patias | Asti         |
| 18  |  |  | Júlio Romanini    | Fiumicino    |
| 17  |  |  | Dao               | Real Rieti   |
| 16  |  |  | Leandro Cuzzolino | Montesilvano |
| 16  |  |  | Alex Merlim       | Luparense    |

| Gol |  |  | Giocatore            | Squadra      |
| --- |  |  | -------------------- | ------------ |
| 16  |  |  | Nuno                 | Lazio        |
| 15  |  |  | Mauro Canal          | Luparense    |
| 15  |  |  | Fernando Silveira    | Sport Five   |
| 15  |  |  | Márcio Zanchetta     | Pescara      |
| 13  |  |  | Fabricio Calderolli  | Montesilvano |
| 13  |  |  | Vinícius Duarte      | Marca        |
| 13  |  |  | Marcelo Moreira      | Fiumicino    |
| 13  |  |  | Cristiano Scandolara | Kaos         |
| 13  |  |  | Edgar Schurtz        | Pescara      |
| 12  |  |  | Vinícius Bacaro      | Lazio        |
| 12  |  |  | Rogério              | Montesilvano |

### Record
- Maggior numero di vittorie: Luparense (21)
- Minor numero di sconfitte: Luparense (2)
- Migliore attacco: Marca (109)
- Miglior difesa: Luparense (43)
- Miglior differenza reti: Luparense (+65)
- Maggior numero di pareggi: Lazio (7)
- Minor numero di pareggi: 7 squadre (3)
- Minor numero di vittorie: Augusta (1)
- Maggior numero di sconfitte: Augusta (22)
- Peggiore attacco: Augusta (55)
- Peggior difesa: Augusta (115)
- Peggior differenza reti: Augusta (-60)
- Partita con più reti: Pescara-Augusta 13-5 (18)
- Partita con maggiore scarto di gol: Luparense-Putignano 9-0 (9)
- Miglior serie positiva: Luparense (16)
- Risultato più frequente: 3-2 e 2-3 (9)
- Totale dei gol segnati: 1079

## Play-off

### Formula
Ai play-off valevoli per lo scudetto sono qualificate d'ufficio le società classificatesi ai primi otto posti al termine della stagione regolare.
Gli incontri dei quarti di finale e delle semifinali sono a eliminazione diretta con gare di andata e ritorno. Gli incontri di ritorno saranno effettuati in casa delle squadre meglio classificate al termine della "stagione regolare". Al termine degli incontri saranno dichiarate vincenti le squadre, che nelle due partite di andata e di ritorno, avranno ottenuto il maggior punteggio. In caso di parità di punti tra le due squadre al termine delle due gare, indipendentemente dalla differenza reti, si disputerà una terza gara di spareggio da giocarsi sempre sul campo della migliore classificata al termine della stagione regolare. In caso di parità al termine della terza gara si giocheranno due tempi supplementari di 5 minuti ciascuno. Qualora anche al termine di questi le squadre fossero in parità sarà considerata vincente la squadra in migliore posizione di classifica al termine della "stagione regolare". A differenza delle precedenti edizioni, la finale si disputerà al meglio delle cinque gare secondo l'ordine di seguito evidenziato: 1ª gara in casa della squadra meglio classificata al termine della "stagione regolare"; 2ª e 3ª gara in casa della squadra peggio classificata al termine della “stagione regolare”; 4^ (eventuale) e 5ª gara (eventuale) in casa della squadra meglio classificata al termine della "stagione regolare". Al termine degli incontri saranno dichiarate vincenti le squadre, che avranno ottenuto il maggior punteggio. In caso di parità al termine della prima gara, della seconda gara, della terza gara e della eventuale quarta gara, si procederà direttamente all'effettuazione dei tiri di rigore. In caso di parità al termine della (eventuale) quinta gara si giocheranno due tempi supplementari di 5 minuti ciascuno. Qualora anche al termine di questi le squadre fossero in parità si procederà all'effettuazione dei tiri di rigore.

### Squadra vincitrice

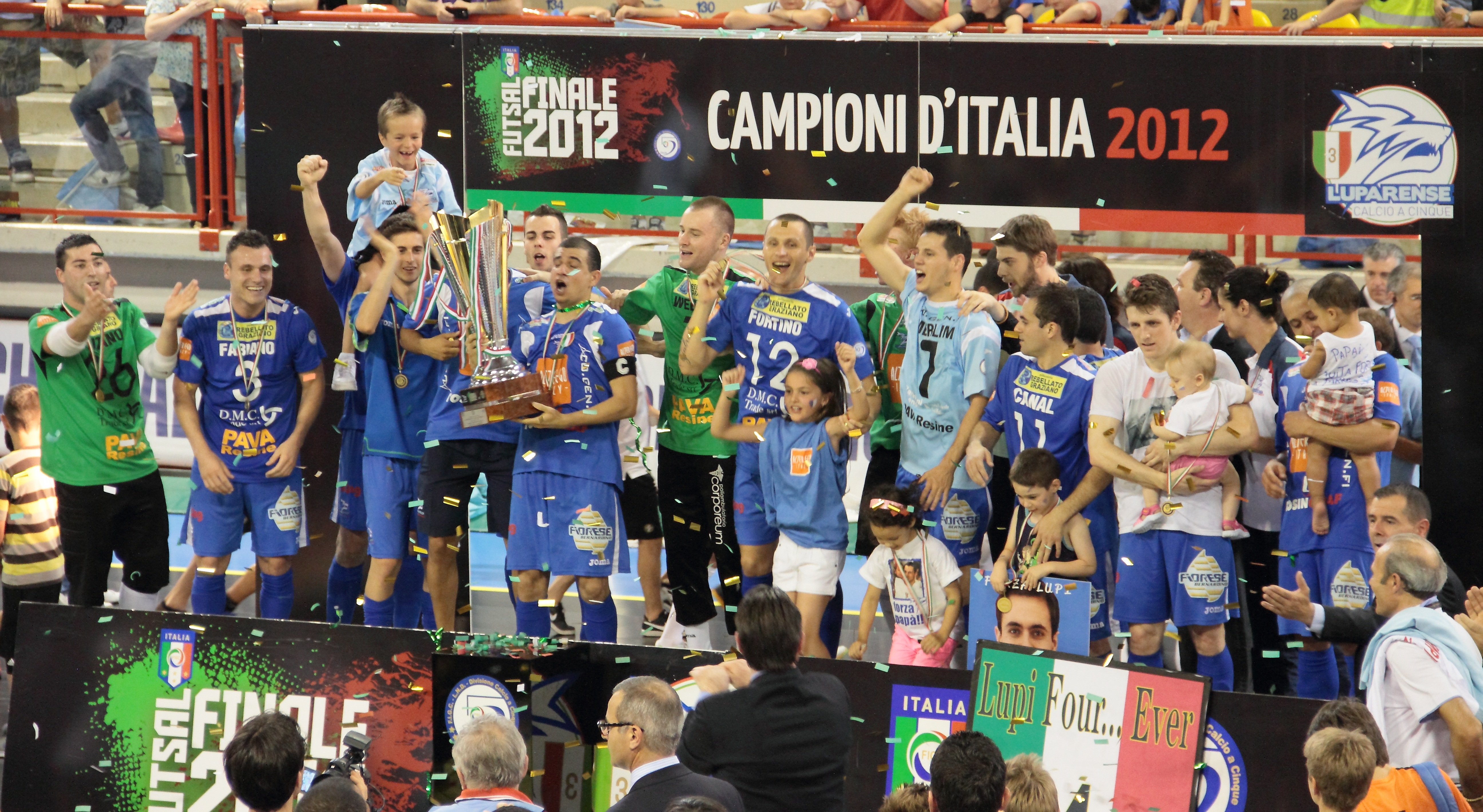
La formazione della Luparense festeggia la conquista del suo quarto scudetto

### Tabellone
|  | Quarti di finale | Quarti di finale | Quarti di finale | Quarti di finale | Quarti di finale |       |              | Semifinali | Semifinali | Semifinali | Semifinali | Semifinali |  |  | Finale | Finale    | Finale | Finale | Finale | Finale | Finale |
|  |                  |                  |                  |                  |                  |       |              |            |            |            |            |            |  |  |        |           |        |        |        |        |        |
|  | 1                | Luparense        | 1                | 7                | 6                |       |              |            |            |            |            |            |  |  |        |           |        |        |        |        |        |
|  | 8                | Sport Five       | 4                | 1                | 1                |       |              |            |            |            |            |            |  |  |        |           |        |        |        |        |        |
|  | 8                | Sport Five       | 4                | 1                | 1                |       | 1            | Luparense  | 2          | 2          | 5          |            |  |  |        |           |        |        |        |        |        |
|  |                  |                  |                  |                  |                  |       | 1            | Luparense  | 2          | 2          | 5          |            |  |  |        |           |        |        |        |        |        |
|  |                  | 4                | Montesilvano     | 2                | 2                | 2     |              |            |            |            |            |            |  |  |        |           |        |        |        |        |        |
|  | 4                | 4                | Montesilvano     | 2                | 2                | 2     | Montesilvano | 9          | 5          |            |            |            |  |  |        |           |        |        |        |        |        |
|  | 4                |                  |                  |                  |                  |       | Montesilvano | 9          | 5          |            |            |            |  |  |        |           |        |        |        |        |        |
|  | 5                | Pescara          | 4                | 1                |                  |       |              |            |            |            |            |            |  |  |        |           |        |        |        |        |        |
|  |                  |                  |                  |                  |                  |       |              |            |            |            |            |            |  |  | 1      | Luparense | 1      | 3(4)   | 3(2)   | 4      | 5      |
|  |                  |                  | 2                | Marca            | 3                | 3(3)  | 3(4)         | 2          | 1          |            |            |            |  |  |        |           |        |        |        |        |        |
|  | 3                | Lazio            | 2                | 3                |                  |       |              |            |            |            |            |            |  |  |        |           |        |        |        |        |        |
|  | 6                | Asti             | 2                | 2                |                  |       |              |            |            |            |            |            |  |  |        |           |        |        |        |        |        |
|  | 6                | Asti             | 2                | 2                |                  | 3     | Lazio        | 4          | 3          |            |            |            |  |  |        |           |        |        |        |        |        |
|  |                  |                  |                  |                  |                  | 3     | Lazio        | 4          | 3          |            |            |            |  |  |        |           |        |        |        |        |        |
|  |                  | 2                | Marca            | 4                | 7                |       |              |            |            |            |            |            |  |  |        |           |        |        |        |        |        |
|  | 2                | 2                | Marca            | 4                | 7                | Marca | 5            | 3          |            |            |            |            |  |  |        |           |        |        |        |        |        |
|  | 2                |                  |                  |                  |                  | Marca | 5            | 3          |            |            |            |            |  |  |        |           |        |        |        |        |        |
|  | 7                | Pescara          | 5                | 1                |                  |       |              |            |            |            |            |            |  |  |        |           |        |        |        |        |        |

### Risultati

#### Gara 1
| Arbitri: | Francesco Muccardo (Roma) Giuseppe Di Gregorio (Enna) Ruggiero Chiariello (Barletta) |
| Crono:   | Vincenzo Tafuro (Brindisi)                                                           |

|                                                         |           |                |
| Leggiero 5'57’’ Fininho 18'53’’ Menini 38'05’’, 38'56’’ | Marcatori | 1'38’’ Honorio |

| Arbitri: | Tito Stampacchia (Modena) Nicola Gisondi (Molfetta) Gianluca Mastri (Jesi) |
| Crono:   | Marco Messina (Vasto)                                                      |

|                                                                  |           | |
| Nicolodi 2'30’’ PC 5'40’’ Schurtz 15'53’’ (t.l.) Morgado 31'06’’ | Marcatori | 10'15’’, 21'39’’, 36'35’’ Borruto 22'17’’ Caputo 27'23’’ Calderolli 28'45’’ (rig.) Cuzzolino 29'31’’, 39'10’’, 39'58’’ Burato |

| Arbitri: | Pierluigi Cecala (L’Aquila) Mirko D'Angeli (Pesaro) Sergio Scali (Pinerolo) |
| Crono:   | Antonio Bovino (Nichelino)                                                  |

|                                 |           |                       |
| Patias 24'49’’ Cavinato 31'20’’ | Marcatori | 27'03’’, 37'20’’ Nuno |

| Arbitri: | Marco Delpiano (Cagliari) Pasquale Casale (Firenze) Antonino Tupone (Lanciano) |
| Crono:   | Leonardo Gaetani (Pescara)                                                     |

|                                                                                 |           |                                                                       |
| Delpizzo 9'39’’ Caetano 26'59’’ Murilo Ferreira 28'05’’, 34'07’’ Héctor 35'38’’ | Marcatori | 12'15’’ (t.l.) Duarte 34'39’’, 36'17’’ Wilhelm 36'29’’, 38'34’’ Jonas |

#### Gara 2
| Arbitri: | Maria Luisa Fecola (Forlì) Roberto Chiarello (Novi Ligure) Biagio Carbone (Mestre) |
| Crono:   | Luca Bizzotto (Bassano del Grappa)                                                 |

| |           |                 |
| Merlim 9'58’’ Pablo 13'11’’ Vampeta 13'32’’, 18'42’’ Fortino 16'09’’ Honorio 36'42’’ Fabiano 38'21’’ | Marcatori | 27'44’’ Fininho |

| Arbitri: | Giacomo De Varti (Foggia) Pierluigi Bedendo (Rovigo) Filippo Ragalà (Bologna) |
| Crono:   | Alessandro Maggiore (Bologna)                                                 |

|                                                                           |           |              |
| Borruto 22'28’’, 38'42’’ Caputo 28'56’’ Cuzzolino 38'56’’ (t.l.), 39'07’’ | Marcatori | 48'50’’ Daví |

| Arbitri: | Antonio Gallo (Torre Annunziata) Gianantonio Leonforte (Vicenza) Nicola Maria Manzione (Salerno) |
| Crono:   | Giovanni Colombi (Tivoli)                                                                        |

|                                    |           |                              |
| Dimas 8'56’’, 33'26’’ Nuno 10'58’’ | Marcatori | 6'05’’ Cavinato 24'34’’ Lima |

| Arbitri: | Giovanni D’Oria (Bari) Gianmichele Frasconi (Olbia) Enrico Zago (Este) |
| Crono:   | Mauro De Coppi (Conegliano)                                            |

|                                           |           |                 |
| Nora 2'29’’ Wilhelm 30'42’’ Jonas 36'29’’ | Marcatori | 19'26’’ Caetano |

#### Gara 3
| Arbitri: | Gianluca Mastri (Jesi) Gennaro Luca De Falco (Catanzaro) Fabrizio Burattoni (Lugo di Romagna) |
| Crono:   | Nicola Salvalaggio (Castelfranco Veneto)                                                      |

|                                                                              |           |                 |
| Pablo 9'59’’ Fabiano 11'36’’ Euler 13'14’’, 14'54’’, 31'12’’ Fortino 19'30’’ | Marcatori | 2'30’’ Silveira |

### Semifinali

#### Gara 1
| Arbitri: | Francesco Massini (Roma 1) Giovanni Muratore (Perugia) Luca Rutigliano (Bari) |
| Crono:   | Raffaele Ziri (Barletta)                                                      |

|                                            |           |                               |
| Cuzzolino 36'41’’ (rig.) Fantecele 37'48’’ | Marcatori | 24'24’’ Euler 37'04’’ Fabiano |

| Arbitri: | Fabio Gelonese (Milano) Domenico Daidone (Trapani) Christian Magliulo (Caserta) |
| Crono:   | Giovanni Nero (Latina)                                                          |

|                                                       |           |                                                 |
| Ippoliti 6'40’’ Bacaro 12'58’’, 32'50’’ Dimas 16'07’’ | Marcatori | 9'11’’, 15'19’’ Wilhelm 12'33’’, 17'22’’ Foglia |

#### Gara 2
| Arbitri: | Mario Filippini (Roma 1) Giovanni Cossu (Cagliari) Carlo Adilardi (Collegno) |
| Crono:   | Simone Nale (Este)                                                           |

|                               |           |                                   |
| Canal 12'24’’ Honorio 34'36’’ | Marcatori | 35'00’’ Cuzzolino 37'29’’ Borruto |

| Arbitri: | Leonardo Balli (Prato) Marco Vocca (Battipaglia) Matteo Cattaneo (Bergamo) |
| Crono:   | Nicola Zanna (Ferrara)                                                     |

|                                                                                            |           |                                |
| Foglia 16'15’’ Duarte 19'28’’, 23'27’’, 34'40’’ Papú 24'54’’ Wilhelm 27'26’’ Jonas 33'15’’ | Marcatori | 5'07’’, 24'22’’, 29'50’’ Dimas |

#### Gara 3
| Arbitri: | Giacomo De Varti (Foggia) Nicola Gisondi (Molfetta) Vincenzo Giannantonio (Campobasso) |
| Crono:   | Luca Bizzotto (Bassano del Grappa)                                                     |

|                                                                      |           |                                        |
| Honorio 2'00’’, 38'46’’ Canal 3'01’’ Fabiano 16'17’’ Fortino 29'52’’ | Marcatori | 28'37’’ (aut.) Putano 25'15’’ Fragassi |

### Finale

#### Gara 1
| Arbitri: | Francesco Pagnotta (Ascoli Piceno) Francesco Novellino (Potenza) Walter Mameli (Cagliari) |
| Crono:   | Ettore Quarti (Imperia)                                                                   |

|                |           |                                         |
| Honorio 8'21’’ | Marcatori | 11'12’’ Wilhelm 18'27’’, 31'46’’ Foglia |

#### Gara 2
| Arbitri: | Arnaldo Ciciarello (Catanzaro) Riccardo Arnò (Reggio Emila) Davide Aresu (Cagliari) |
| Crono:   | Andrea Bagnariol (Pordenone)                                                        |

|                                       |                      |                                             |
| Canal 4'38’’, 29'02’’ Honorio 37'48’’ | Marcatori            | 4'48’’ Duarte 13'45’’ Wilhelm 21'09’’ Jonas |
| Fortino Fabiano Pedotti Honorio       | Tiri di rigore 4 – 3 | Foglia Jonas Jeffe De Luca Duarte           |

#### Gara 3
| Arbitri: | Francesco Massini (Roma 1) Fabio Gelonese (Milano) Nicola Mantovani (Gallarate) |
| Crono:   | Andrea Sabatini (Bologna)                                                       |

|                                     |                      |                                        |
| Jonas 11'12’’ Nora 23'50’’, 39'40’’ | Marcatori            | 7'08’’, 16'45’’ Fabiano 7'50’’ Vampeta |
| Foglia Jonas Wilhelm Nora De Luca   | Tiri di rigore 4 – 2 | Fortino Fabiano Euler Merlim           |

#### Gara 4
| Arbitri: | Alessandro Malfer (Rovereto) Angelo Galante (Ancona) Francesco Peroni (Città di Castello) |
| Crono:   | Alessandro Maggiore (Bologna)                                                             |

|                                           |           |                                                              |
| Canal 4'08’’ (aut.) Merlim 11'49’’ (aut.) | Marcatori | 12'21’’ Merlim 16'05’’ Fortino 19'18’’ Vampeta 30'59’’ Canal |

#### Gara 5
| Arbitri: | Domenico Daidone (Trapani) Giovanni Cossu (Cagliari) Alessandro Merenda (Reggio Calabria) |
| Crono:   | Daniele Di Resta (Roma 2)                                                                 |

|                                                                    |           |               |
| Honorio 19'49’’ Fortino 24'43’’ Vampeta 36’, 36'59’’ Canal 38'06’’ | Marcatori | 37'12’’ Jonas |

### Classifica marcatori play-off
| Gol |  |  | Giocatore         | Squadra      |
| --- |  |  | ----------------- | ------------ |
| 8   |  |  | Humberto Honorio  | Luparense    |
| 8   |  |  | Fernando Wilhelm  | Marca        |
| 7   |  |  | Jonas             | Marca        |
| 6   |  |  | Fabiano Assad     | Luparense    |
| 6   |  |  | Cristian Borruto  | Montesilvano |
| 6   |  |  | Mauro Canal       | Luparense    |
| 6   |  |  | Dimas             | Lazio        |
| 6   |  |  | Vampeta           | Luparense    |
| 5   |  |  | Leandro Cuzzolino | Montesilvano |
| 5   |  |  | Vinícius Duarte   | Marca        |
| 5   |  |  | Adriano Foglia    | Marca        |
| 5   |  |  | Rodolfo Fortino   | Luparense    |
| 4   |  |  | Euler             | Luparense    |

| Gol |  |  | Giocatore          | Squadra      |
| --- |  |  | ------------------ | ------------ |
| 3   |  |  | Diego Burato       | Montesilvano |
| 3   |  |  | Patrick Nora       | Marca        |
| 3   |  |  | Nuno               | Luparense    |
| 2   |  |  | Vinícius Bacaro    | Lazio        |
| 2   |  |  | Luiz Paulo Caetano | Pescara      |
| 2   |  |  | Ricardo Caputo     | Montesilvano |
| 2   |  |  | Diego Cavinato     | Asti         |
| 2   |  |  | Murilo Ferreira    | Pescara      |
| 2   |  |  | Fininho            | Sport Five   |
| 2   |  |  | Gustavo Menini     | Sport Five   |
| 2   |  |  | Alex Merlim        | Luparense    |
| 2   |  |  | Pablo              | Luparense    |

## Play-out[14]

### Andata[15]
| Arbitri: | Marco Vocca (Battipaglia) Alessandro Merenda (Reggio Calabria) Mauro Albertini (Ascoli Piceno) |
| Crono:   | Enrico De Poli (Mestre)                                                                        |

| |           |                                               |
| Rossa 5'22'’ Chimanguinho 9'14'’ (rig.) 13'26'’ Bellomo 16'30'’, 29'45'’, 34'39'’ Ercolessi 18'24'’ | Marcatori | 24'58'’ (rig.) Milani 33'47’’, 39'35'’ Cabral |

### Ritorno[16]
| Arbitri: | Vincenzo Giannantonio (Campobasso) Arnaldo Ciciarello (Catanzaro) Giancarlo Lombardi (Roma 1) |
| Crono:   | Nicola Raimondi (Battipaglia)                                                                 |

|                                      |           |                                                                 |
| Cabral 32'13'’, 39'46'’ Luiz 35'25'’ | Marcatori | 10'45'’ Cantagalo 24'28'’ Canonica 37'59'’ Bellomo 38'46'’ Alan |

## Supercoppa italiana

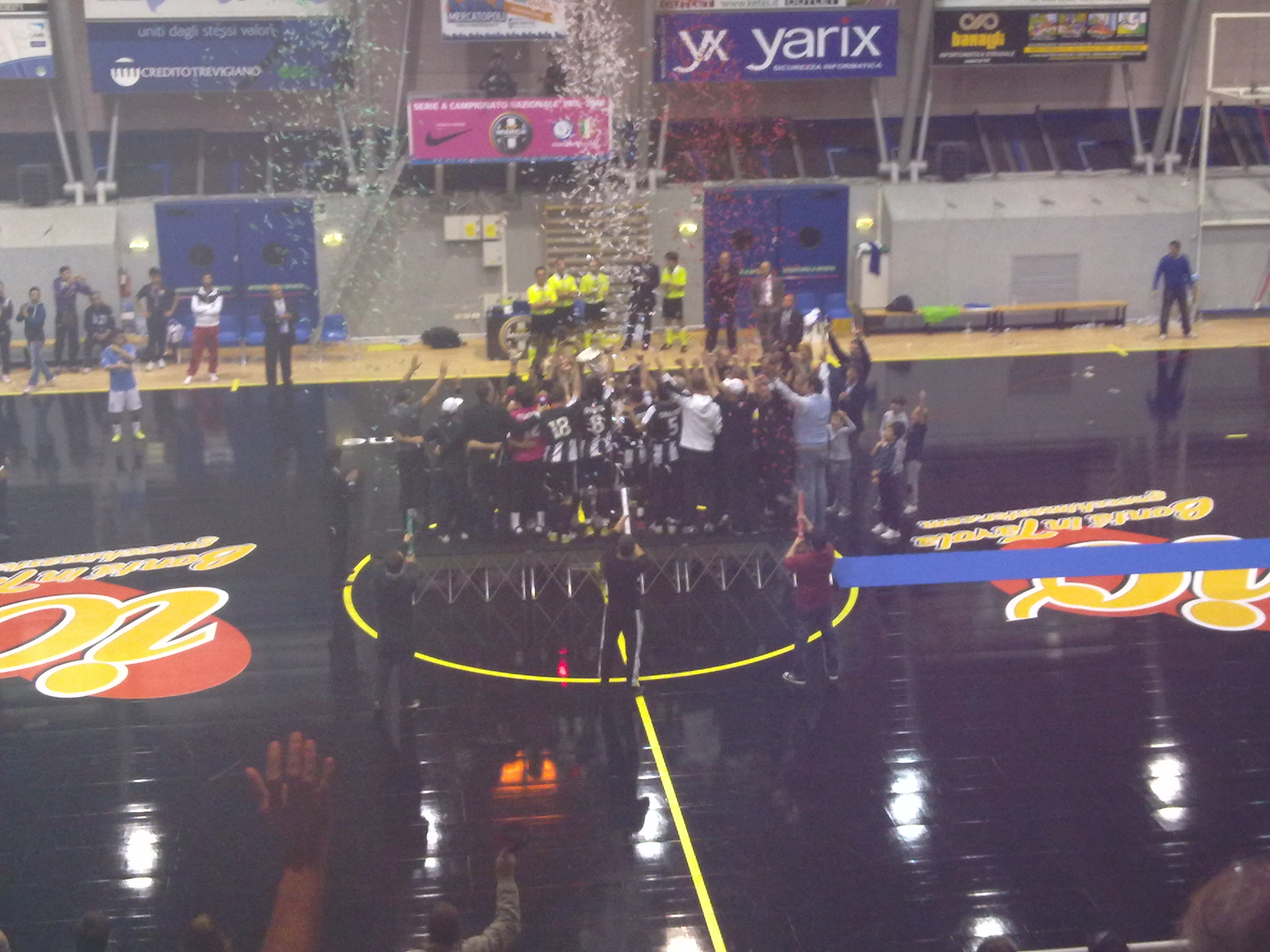
La Marca Futsal alza la Supercoppa Italiana 2011

La quattordicesima Supercoppa italiana si è svolta martedì 25 ottobre a Montebelluna nel PalaMazzalovo tra i Campioni d'Italia della Marca Futsal e i detentori della Coppa Italia della Lazio.
| Arbitri: | Giovanni Cossu (Cagliari) Francesco Pagnotta (Ascoli Piceno) Ettore Quarti (Imperia) |
| Crono:   | Enrico Zago (Este)                                                                   |

| |            | |
| Duarte 18'06’’, 48'07’’ Wilhelm 23'38’’ Bertoni 24'14’’, 42'20’’ Miraglia 29'05’’ Fabiano 32'21’’ | Marcatori  | 5'14’’ Salas 9'54’’ Jubanski 23'29’’ Bacaro 26'52’’ Nuno 35'31’’ Pereira |
| · Gabriel Miraglia · Fabiano Assad · Fernando Wilhelm · Edgar Bertoni · Adriano Foglia · Marco Caverzan · Carlos Chilavert · Massimo De Luca · Vinícius Duarte · Wellington Coco · Leonardo Calmonte · Alberto Taborra | Formazioni | · Kiko Bernardi · Jocimar Jubanski · Vinícius Bacaro · Parrel · Nuno · Juan Adrián Salas · Luca Marchetti · Luca Ippoliti · Dimas · Alcides Da Silva Pereira · Simone Costantini · David Patrizi |
| Tiago Polido | Allenatori | Daniele D'Orto |